# BLU-82

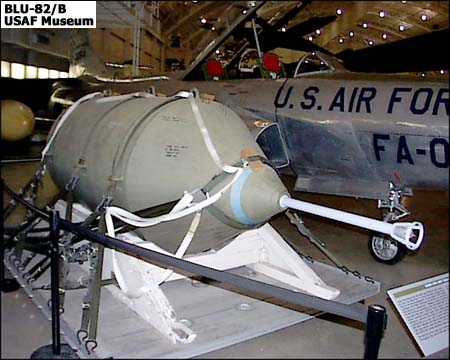
Téměř sedmitunová BLU-82/B v Národním muzeu Spojených států

BLU-82B/C-130 je zbraňový systém používaný armádou USA a přezdívaný daisy cutter (česky trhač (sekačka) sedmikrásek). Jedná se o konvenční bombu, vážící zhruba 15 000 liber (6 800 kg), vypouštěnou z transportního letounu C-130 nebo MC-130.

## Použití
BLU-82 je jednou z největších konvenčních zbraní vůbec. Bylo vyrobeno celkem 225 těchto bomb. BLU-82 byla poprvé použita 23. dubna 1970, jedno z posledních operačních užití bylo v říjnu 2001.
Původně byla navržena pro použití v džunglích ve válce ve Vietnamu pro svou schopnost vymýtit a zlikvidovat rozsáhlé území kolem místa dopadu a vytvořit tak přistávací plochu pro vrtulníky. Kromě toho měla umět zneškodnit i minová pole, ale praxe to nepotvrdila. V nedávné minulosti bylo BLU-82 použito při operaci Trvalá svoboda proti systému jeskyní u Tora Bora a pro ničení a zastrašení pozemních jednotek.

## Parametry
Bomba BLU-82 je naplněna 5 700 kg směsi „GSX“ tvořené dusičnanem amonným, hliníkovým práškem a polystyrenem.

## Navádění, shozy a účinky

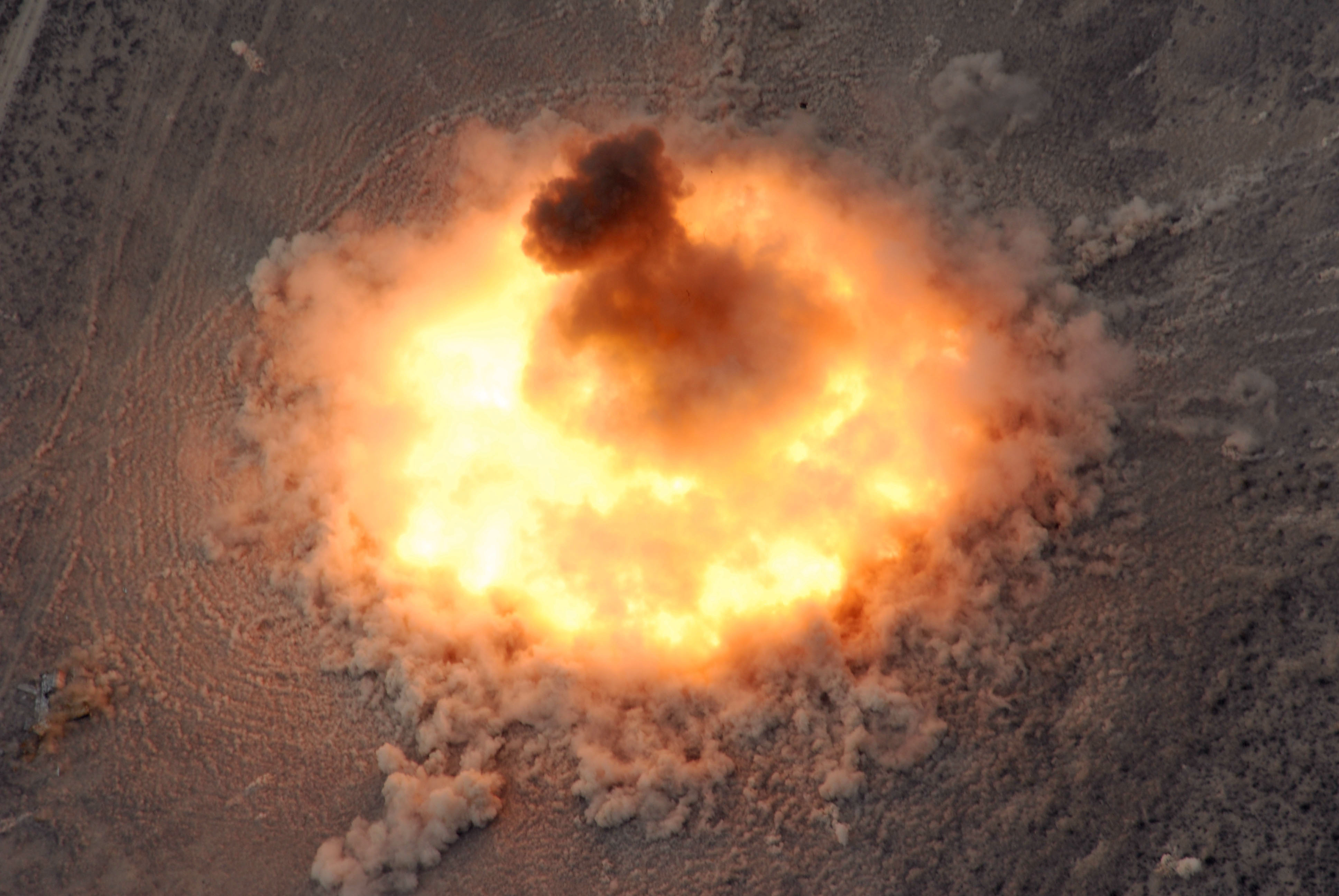
Exploze BLU-82.

Přesnost zásahu tohoto zbraňového systému závisí na přesném navádění, které zajišťuje buď pozemní radar nebo navigační vybavení letadla nesoucího bombu. Nad místem shození musí posádka provést upřesňující výpočet, zahrnující balistiku a vliv větru. Minimální výška, z které může být BLU-82 shazována, je 1 800 m nad úrovní zemského povrchu. Prodloužená roznětka (o délce 965 mm) zajistí, že nálož vybuchne nízko nad terénem a část energie výbuchu není vyplýtvána na vytvoření kráteru. V epicentru výbuchu vzniká přetlak asi 1 000 psi (7 MPa). Výbuch pumy je pro člověka smrtelný do vzdálenosti 100–300 m v závislosti na terénu a počasí.
Původ přezdívky „daisy cutter“ není zcela jasný, používala se i pro jiné bomby nebo pro jejich roznětky.